# Посольство Німеччини в Україні
Посольство Федеративної Республіки Німеччина в Києві — офіційне дипломатичне представництво ФРН в Україні, відповідає за розвиток та підтримання відносин між Німеччиною та Україною.

## Історія посольства
Німеччина підписала 9 лютого 1918 Берестейський мир, визнаючи Українську Народну Республіку як незалежну і суверенну державу. За часів Української Держави Німеччина відкрила посольство та консульство в Києві, Генеральне консульство в Одесі, Віце-консульства в Катеринославі, Миколаєві та Маріуполі. Першими дипломатами були посол Альфонс Мумм фон Шварценштейн, заступник посла Йоханнес Граф фон Берхем, керівник відділу преси та пропаганди посольства Герберт фон Дірксен. Члени німецької економічної місії в Києві: промисловець Отто Вітфельд та банкір Карл Мельхіор.
Німеччина мала свої консулів в Києві: Геринг (1913), Еріх фон Тіль (Ген.консул. 1918), Вернер Стефані (1924-1928), Рудольф Зоммер (1928-1933), Генке (1933-1935), Георг-Вільгельм Гросскопф (Ген.консул 1935–1938), Ірмгард Зіккерт (Ген.консул, НДР 1966-1973), Рудольф Рошер, Інгеборг Кьоніг, Зігфрід Хьольдтке (Ген.консул, НДР 198?-1990), Хеннеке Граф фон Бассевітц (Ген.консул 1989–1992).
Федеративна Республіка Німеччина офіційно була представлена в Україні з 1989 року Генеральним консульством у Києві. Після відновлення незалежності Україною 24 серпня 1991 року ФРН визнала Україну 26 грудня 1991 року. 17 січня 1992 року між Україною та ФРН було встановлено дипломатичні відносини.
Інтереси Федеративної Республіки Німеччина також представляють: з березня 2000 року Почесний консул у Львові, з липня 2008 року — Почесний консул в Одесі та з літа 2009 року — Генеральне консульство в Донецьку.

## Німецькі консульства в Україні

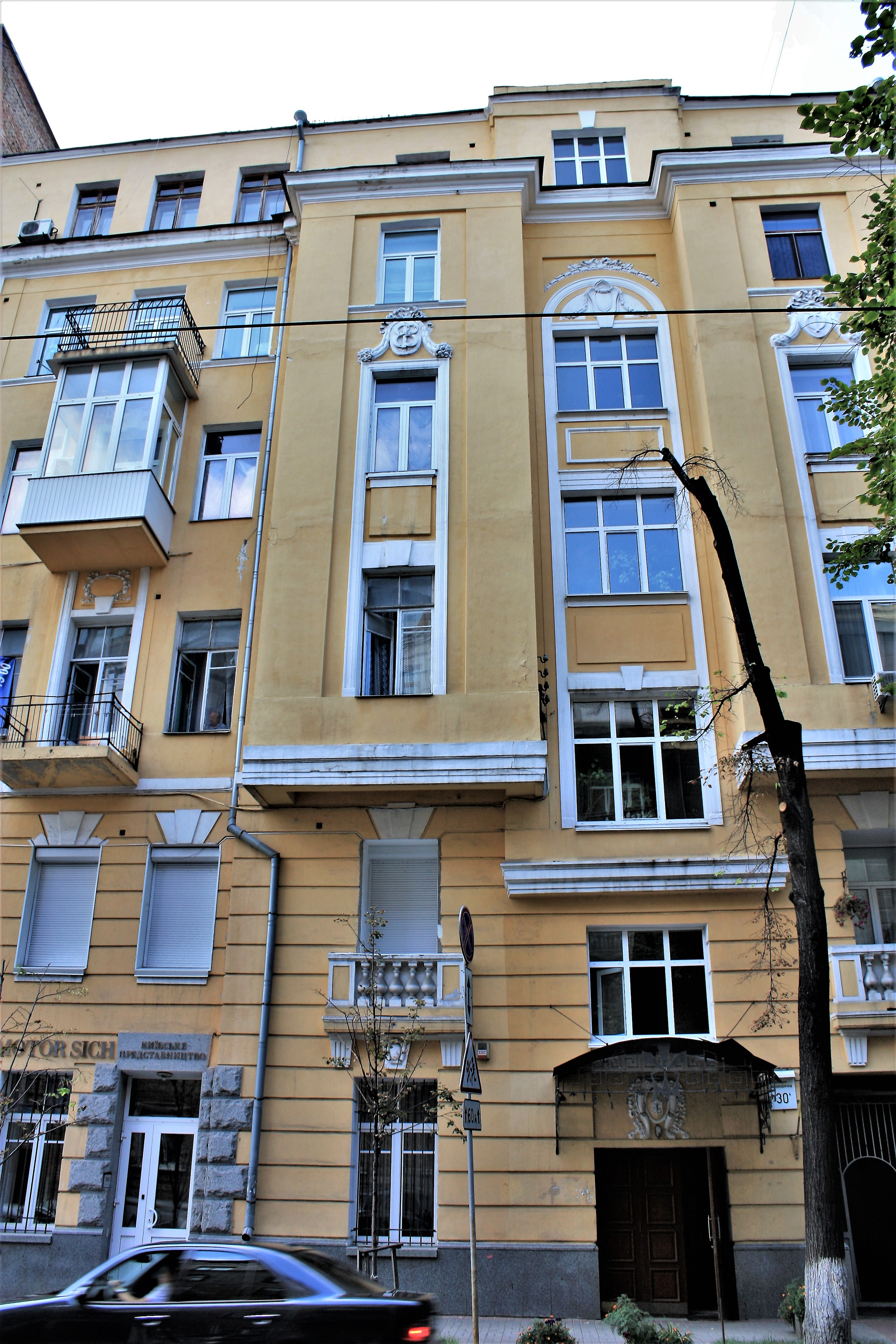
Будівля німецького консульства в Києві до 1917, Шовковична, 30

- Німецьке консульство в Києві до 1917 року займало будинок № 30 по Левашівській вулиці, який належав польському графу Шейбену. З 1917 по 1937 роки німецьке консульство в Києві працювало по вулиці Ворошилова, 3.[5]

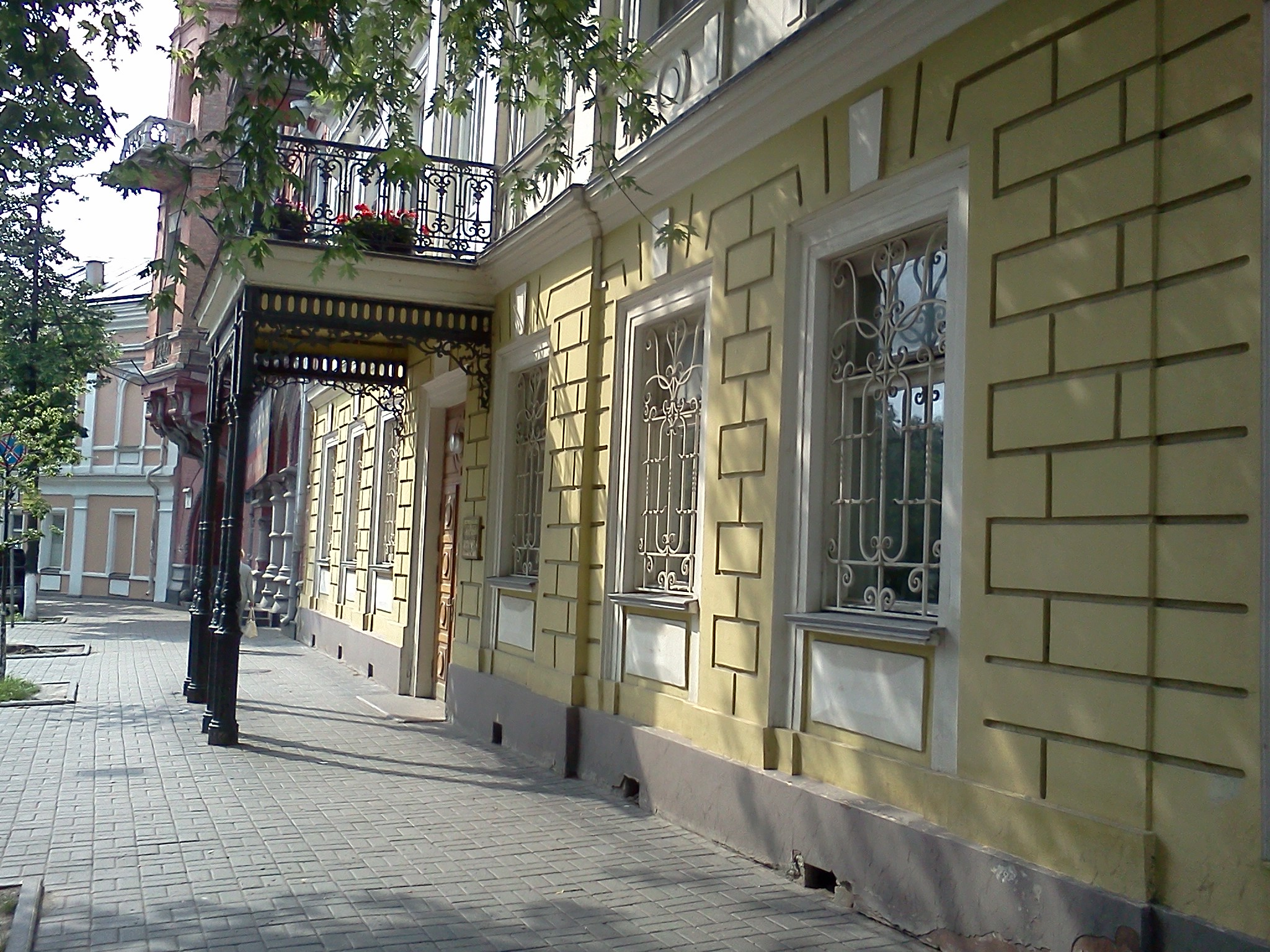
Будівля німецького консульства в Києві (1917-1937) (вул. Ярославів Вал, 3)

- Німецьке консульство в Харкові з 1920 по 1937 рік працювало в будинку № 54 по вулиці Карла Лібкнехта. З 1937 року будинок був заселений жильцями.
- Уповноважений німецького консульства у Катеринославі до 1917 року займав два будинки № 38 та № 38Б по Вознесенській вулиці.
- Німецьке консульство в Маріуполі до 1917 року знаходилося в будинку № 9 по Торговій вулиці. З 1944 року будинок належив швейній фабриці.
- Німецьке консульство в Миколаєві до 1917 року знаходилося в будинку № 47 по Таврійській вулиці.

## Посли Німеччини в Україні
| N    | Країна           | Посол                         | Німецькою                                    | Зображення | Термін         |
| ---- | ---------------- | ----------------------------- | -------------------------------------------- | ---------- | -------------- |
| 1    | Німецька імперія | Альфонс Мумм фон Шварценштейн | Alfons Mumm von Schwarzenstein               |            | 1917-1918      |
| т.п. | Німецька імперія | Йоханнес Граф фон Берхем      | Johannes (Hans) Graf von Berchem (1881-1962) |            | 1918–1919 т.п. |
| 2    | Німеччина        | Хеннеке Граф фон Бассевітц    | Hennecke Graf von Bassewitz                  |            | 1992–1993      |
| 3    | Німеччина        | Александр Арно                | Alexander Arnot                              |            | 1993–1996      |
| 4    | Німеччина        | Ебергард Гайкен               | Eberhard Heyken                              |            | 1996–2000      |
| 5    | Німеччина        | Дітмар Ґерхард Штюдеман       | Dietmar Stüdemann                            |            | 2000–2006      |
| 6    | Німеччина        | Рейнгард Шеферс               | Reinhard Schäfers                            |            | 2006–2008      |
| 7    | Німеччина        | Ганс-Юрген Гаймзьот           | Hans-Jürgen Heimsoeth                        |            | 2008-2012      |
| 8    | Німеччина        | Крістоф Вайль                 | Christof Weil                                |            | 2012-2016      |
| 9    | Німеччина        | Ернст Райхель                 | Ernst Reichel                                |            | 2016-2019      |
| 10   | Німеччина        | Анка Фельдгузен               | Anka Feldhusen                               |            | 2019-2023      |
| 11   | Німеччина        | Мартін Єґер                   | Martin Jäger                                 |            | 2023-          |

## Консульства ФРН в Україні

### Генеральне консульство вДонецьку/ офіс у м.Дніпро[6]
49005, Україна, Дніпро, проспект Дмитра Яворницького, 1а, офіс 301

- Генеральні консули:

1. Клаус Ціллікенс (2009-2013)
2. Детлеф Вольтер (2013—2015)
3. Вольфганг Мессінгер (2015-2019)
4. Штефан Кайль (2019-2021)
5. Таня Байєр (3 2021)

### Почесний консул уЛьвові
79008, Україна, Львів, вул. Винниченка, 6

Почесний консул — Дякович Мирослава Михайлівна

### Почесний консул вОдесі
65026, Україна, м. Одеса, вул. Ланжеронівська, 9, оф.17 

Почесний консул — пан Кіфак Олександр Миколайович

### Почесний консул вХаркові
61057, Україна, Харків, вул. Скрипника, 14a

Почесний консул — Гавриш Тетяна Степанівна (з 2012)

## Візовий відділ

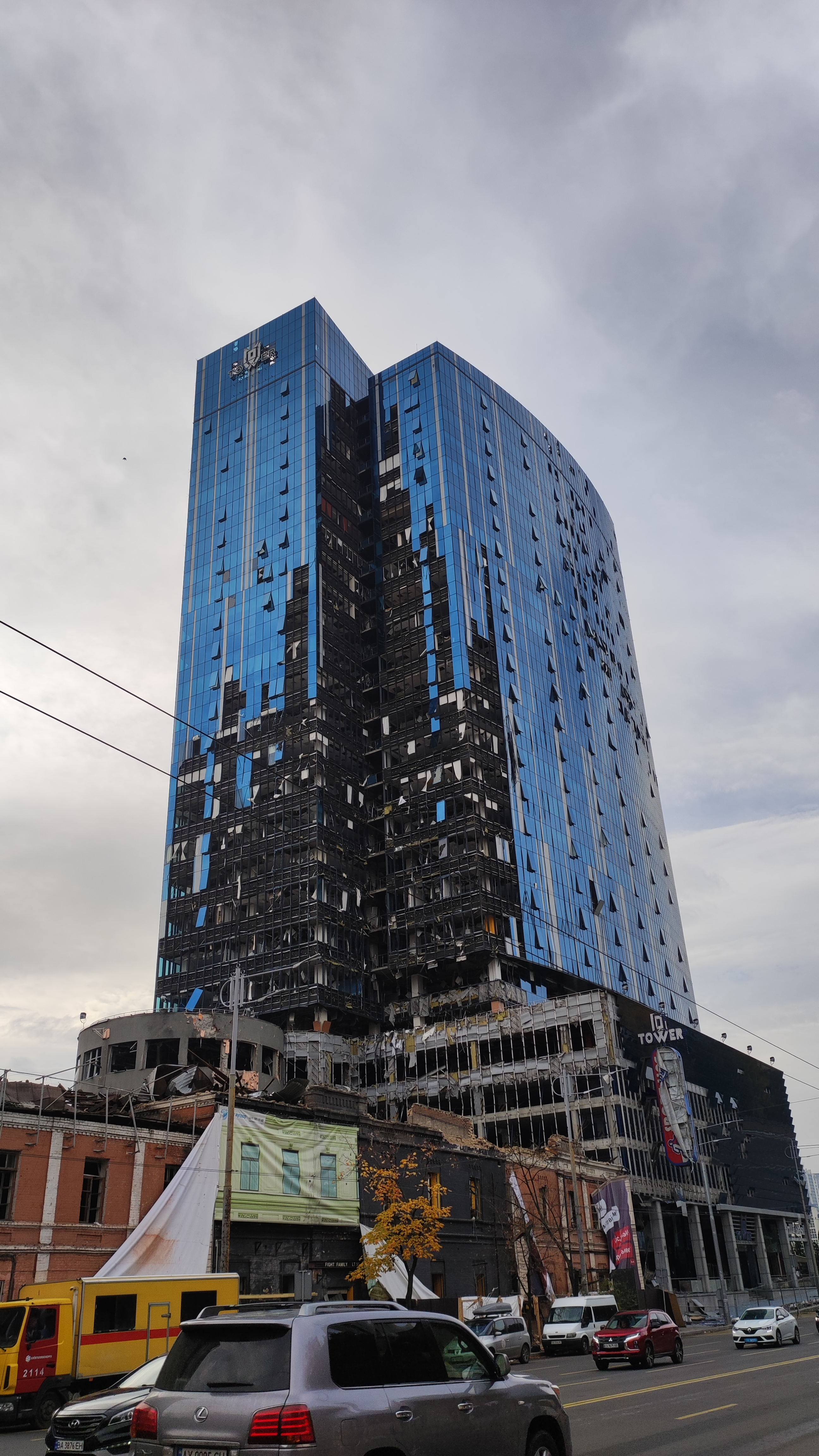
Будівля, в якій знаходиться візовий відділ посольства

Візовий відділ посольства знаходиться в Києві, на вул. Льва Толстого, 57, 22-й поверх бізнес-центру „101 Tower“ Крім того, заяви на візи деяких категорій можна подавати через візові центри компанії VISAMETRIC

## Події
- 8 лютого 2017 року народний депутат України Олексій Гончаренко в знак протесту проти висловлювань посла Німеччини Ернста Райхеля про можливість проведення виборів на Донбасі до повного виведення російських військ розмалював фрагмент Берлінської стіни, який знаходиться біля посольства Німеччини в Києві[11].